# Zmarli w styczniu 2022

## Styczeń 2022
- 31 stycznia
  - László Beke – węgierski historyk sztuki i kurator, teoretyk fotografii[1]
  - Onésimo Cepeda Silva – meksykański duchowny rzymskokatolicki, biskup Ecatepec (1995–2012)[2]
  - Władysław Gołąb – polski prawnik, adwokat, działacz społeczny[3]
  - Jimmy Johnson – amerykański gitarzysta i wokalista bluesowy[4]
  - Valdemaras Novickis – litewski piłkarz ręczny, mistrz olimpijski (1988)[5]
  - Zbigniew Rudnicki, polski politolog, wykładowca akademicki[6].
  - Lutosława Skrzypczak – polski farmaceuta, prof. zw. dr hab. n. farm.[7]
  - Jolanta Supińska – polska politolog, socjolog[8]

- 30 stycznia
  - Konstanty Kopf – polski żołnierz podziemia niepodległościowego w trakcie II wojny światowej oraz powojennego podziemia antykomunistycznego, kawaler orderów[9][10]
  - Leonid Kurawlow – rosyjski aktor[11]
  - Wiktor Mierieżko – rosyjski reżyser i scenarzysta filmowy[12]
  - Suylén Milanés – kubańska piosenkarka[13]
  - Calvin Remsberg – amerykański aktor i reżyser[14]
  - Herman Rappe – niemiecki polityk i działacz związkowy, deputowany, przewodniczący IG Chemie, Papier, Keramik (1982–1995)[15]
  - Hargus Robbins – amerykański klawiszowiec country, muzyk sesyjny[16]
  - Robert Wall – amerykański aktor[17]
  - Norma Waterson – angielska piosenkarka folkowa[18]
  - Włodzimierz Wiśniewski – polski działacz konspiracji niepodległościowej w czasie II wojny światowej, Honorowy Obywatel Miasta Lipna[19]
  - John Woolf – brytyjski skrzypek, promotor koncertów[20]
  - Ewa Ziembińska-Sobczak – polska aktorka[21]
- 29 stycznia
  - Des Drummond – brytyjski rugbysta, reprezentant kraju[22]
  - Ángel Guinda – hiszpański pisarz[23]
  - Howard Hesseman – amerykański aktor[24]
  - Kurt Kola – albański działacz społeczny i więzień polityczny okresu komunizmu[25]
  - Sam Lay – amerykański perkusista bluesowy[26]
  - Panos Natsis – grecki aktor[27]
  - Graciela Orozco – meksykańska aktorka[28]
  - Zenon Piwecki – polski działacz kombatancki, uczestnik powstania warszawskiego, kawaler orderów[29]
  - Bernard Quilfen – francuski kolarz szosowy[30]
  - Hermenegildo Ramírez Sánchez – meksykański duchowny rzymskokatolicki, prałat terytorialny Huautla (1975–2005)[31]
  - Pete Smith – nowozelandzki aktor[32]
  - Freddy Thielemans – belgijski nauczyciel, samorządowiec, polityk, burmistrz Brukseli (1994–1995, 2001–2013), eurodeputowany (1999–2001)[33]
- 28 stycznia
  - Paolo Gioli – włoski fotograf i reżyser[34]
  - Werner Großmann – niemiecki generał, funkcjonariusz Stasi[35]
  - Jonas Kondrotas – litewski agronom, polityk[36]
  - Hans-Peter Lanig – niemiecki narciarz alpejski[37]
  - Donald May – amerykański aktor[38]
  - Gilles Mirallès – francuski szachista[39]
  - Marek Prymon – polski ekonomista[40]
  - Katte Ramachandra – indyjski reżyser i producent filmowy[41]
  - Muhammad Ali Salim – libijski polityk, p.o. przewodniczącego Powszechnego Kongresu Narodowego (2012)[42]
  - Jeorjos Sideris – grecki piłkarz[43]
  - Joviša Slavković – serbski pisarz i malarz[44]
  - Wołodymyr Wirczis – ukraiński bokser[45]
- 27 stycznia
  - Anil Awachat – indyjski pisarz i dziennikarz[46]
  - Arturo Arribas – hiszpański aktor[47]
  - Alain Bancquart – francuski kompozytor[48]
  - Georg Christoph Biller – niemiecki kompozytor i kapelmistrz[49]
  - Jerzy Ceranowski – polski inżynier i samorządowiec, prezydent Kutna (1990–1993), wicewojewoda płocki (1993–1994)[50]
  - Barbara Falkowska – polska plastyczka, twórczyni tkanin artystycznych[51]
  - Tihomir Levajac – serbski pisarz[52]
  - Svetozar Livada – chorwacki historyk i socjolog[53]
  - Nedjeljko Mihanović – chorwacki literaturoznawca, pisarz, polityk, minister edukacji (1992), przewodniczący Zgromadzenia Chorwackiego (1994–1995)[54]
  - René de Obaldia – francuski pisarz i dramaturg[55]
  - Jadwiga Podmostko – polska dziennikarka z Wileńszczyzny[56][57]
  - Ri Yong Mu – północnokoreański dowódca wojskowy, polityk, weteran wojny koreańskiej[58]
  - Salih Šehović – bośniacki i jugosłowiański piłkarz[59]
  - Charanjit Singh – indyjski hokeista na trawie, mistrz olimpijski (1964)[60]
  - Jacek Smagowicz – polski działacz opozycji antykomunistycznej[61]
  - Włodzimierz Stefanowicz – polski pianista i kompozytor, członek zespołu Bene Nati[62][63]
  - Diego Verdaguer – meksykański piosenkarz pochodzący z Argentyny[64]
- 26 stycznia
  - Esther Alzaibar – wenezuelska artystka[65]
  - Wacław Bałuk – polski paleontolog[66]
  - Augusto Cicaré – argentyński inżynier i wynalazca[67]
  - Philippe Contamine – francuski historyk[68]
  - Janet Mead – australijska zakonnica katolicka, piosenkarka[69]
  - Jan Michalik – polski zapaśnik, olimpijczyk (1968, 1972)([70]
  - Julio Radilović – chorwacki rysownik, autor komiksów[71]
  - Roman Ráž – czeski pisarz i scenarzysta[72]
  - Aleksander Saków – polski lekkoatleta, oszczepnik[73]
  - Ernst Stankovski – austriacki aktor[74]
  - Morgan Stevens – amerykański aktor[75]
  - Józef Stanisław Szymanowski – polski samorządowiec i nauczyciel, burmistrz Kolna (1990–1998)[76]
- 25 stycznia
  - Jolanta Bernatowicz – polska lekarz internistka i działaczka samorządowa[77]
  - Helmut Burkhardt – niemiecki teolog[78]
  - Etchika Choureau – francuska aktorka[79]
  - Jean-Claude Corbeil – kanadyjski językoznawca[80]
  - Barry Cryer – angielski pisarz i scenarzysta[81]
  - Erwin Eisch – niemiecki artysta[82]
  - Przemysław Górny – polski działacz opozycji antykomunistycznej, działacz społeczny[83]
  - Władimir Gubariew – rosyjski dziennikarz i pisarz[84]
  - Wim Jansen – holenderski piłkarz i trener[85]
  - Jerzy Jurowiec – polski muzyk disco polo, członek zespołu As[86]
  - Krzysztof Kokoszkiewicz – polski spółdzielca, kawaler orderów[87][88]
  - Stalina Lachoszniak – ukraińska aktorka[89]
  - Gert Schutte – holenderski polityk[90]
  - Krzysztof Sowiński – polski reżyser i scenarzysta filmowy[91]
  - Esteban Edward Torres – amerykański polityk[92]
- 24 stycznia
  - Theresa Amayo – brazylijska aktorka[93]
  - Aftab Baloch – pakistański krykiecista[94]
  - Tadeusz Bradecki – polski aktor, reżyser teatralny[95]
  - Olavo de Carvalho – brazylijski publicysta, dziennikarz i ideolog[96]
  - Szilveszter Csollány – węgierski gimnastyk, mistrz olimpijski[97]
  - Fatma Girik – turecka aktorka[98]
  - Miriam Na’or – izraelska sędzia, prezes Sądu Najwyższego (2015–2017)[99]
  - Ayberk Pekcan – turecki aktor[100]
  - Jurij Porojkow – rosyjski poeta i pisarz[101]
  - Arben Shaka – albański aktor i komik[102]
  - Borislav Stevanović – serbski piłkarz[103]
- 23 stycznia
  - Beegie Adair – amerykańska pianistka jazzowa[104]
  - Renato Cecchetto – włoski aktor[105]
  - Narciso Debourg – wenezuelski rzeźbiarz[106]
  - Maiquel Falcão – brazylijski zawodnik mieszanych sztuk walki (MMA)[107]
  - Lech Kobyliński – polski specjalista w zakresie budownictwa okrętowego, prof. dr hab., działacz konspiracji w czasie II wojny światowej[108]
  - Serge Korber – francuski reżyser i scenarzysta filmowy[109]
  - Barbara Krafftówna – polska aktorka i piosenkarka[110]
  - Czesław Krakowski – polski przedsiębiorca, rolnik i polityk, senator III kadencji[111]
  - Laurenty – serbski duchowny prawosławny, biskup[112]
  - Ketewan Losaberidze – gruzińska łuczniczka, mistrzyni olimpijska (1980)[113]
  - Moses J. Moseley – amerykański aktor[114][115]
  - Thierry Mugler – francuski projektant mody[116]
  - Jacek Trznadel – polski pisarz, poeta, tłumacz, krytyk literacki i publicysta, profesor nauk humanistycznych[117]
  - Zofia Walasek – polska lekkoatletka, olimpijka (1960)[118]
- 22 stycznia
  - Tadeusz Fogiel – francuski agent piłkarski i dziennikarz sportowy pochodzenia polskiego[119][120]
  - Thích Nhất Hạnh – wietnamski mnich buddyjski, mistrz zen, poeta oraz aktywista ruchów pokojowych[121]
  - António Lima Pereira – portugalski piłkarz[122]
  - Ryszard Łukasiewicz – polski filolog, dziennikarz prasowy, polityk, poseł na Sejm PRL[123][124]
  - Gianni Di Marzio – włoski trener piłkarski[125]
  - Željko Mavrović – jugosłowiański i chorwacki aktor[126]
  - Jan Pałka – polski etnograf, dyrektor Instytutu im. Oskara Kolberga[127]
  - Mirosław Paryż – polski samorządowiec i nauczyciel, naczelnik Skalbmierz (1989–1990)[128]
  - Lima Pereira – portugalski piłkarz, reprezentant kraju[129]
  - Aki Rahimovski – macedońsko-chorwacki wokalista rockowy[130]
  - Patrick Shai – południowoafrykański aktor i reżyser[131]
  - Sverre Stensheim – norweski biegacz narciarski[132]
  - Janina Traczykówna – polska aktorka[133]
  - Don Wilson – amerykański gitarzysta, członek zespołu The Ventures[134]
- 21 stycznia
  - Louie Anderson – amerykański komik, twórca popularnej kreskówki Świat według Ludwiczka[135]
  - Felicia Donceanu – rumuńska kompozytorka, malarka, poetka[136]
  - James Forbes – amerykański koszykarz i trener[137]
  - Krzysztof Gawędzki – polski fizyk i matematyk[138]
  - Clark Gillies – kanadyjski hokeista[139]
  - Harry Kurschat – niemiecki bokser, medalista olimpijski z 1956[140]
  - Arnis Līcītis – łotewski aktor[141]
  - Emil Mangelsdorff – niemiecki saksofonista, klarnecista i flecista jazzowy[142]
  - Marcel Mauron – szwajcarski piłkarz[143]
  - Anatolij Najman – rosyjski poeta[144]
  - Axel Nikulásson – islandzki koszykarz i trener[145]
  - Magda Omilianowicz – polska reportażystka[146]
  - Juliusz Perkowski – polski chemik, prof. dr hab.[147]
  - Jarema Sawiński – polski sędzia, członek i wiceprzewodniczący Krajowej Rady Sądownictwa[148]
- 20 stycznia
  - Heidi Biebl – niemiecka narciarka alpejska, mistrzyni olimpijska (1964)[149]
  - Gernot Böhme – niemiecki filozof[150]
  - Randy Boyd – kanadyjski hokeista[151]
  - David Bramwell – brytyjski botanik, taksonom[152]
  - Bernardo Caraballo – kolumbijski bokser[153]
  - Benjamin Kogo – kenijski lekkoatleta, długodystansowiec[154]
  - Wacław Liśkiewicz – polski żołnierz w trakcie II wojny światowej, działacz kombatancki w ramach ZKRPiBWP, kawaler orderów[155]
  - Meat Loaf – amerykański piosenkarz i aktor[156]
  - Juro Mětšk – niemiecki kompozytor pochodzenia serbołużyckiego[157]
  - Camillo Milli – włoski aktor[158]
  - Mace Neufeld – amerykański producent filmowy[159]
  - Danuta Rolke-Poczman – polska architekt, animatorka kultury[160][161][162][163]
  - Elza Soares – brazylijska piosenkarka[164]
  - Karolos Trikolidis – austriacki dyrygent, pochodzenia greckiego[165]
  - Jerzy Waglewski – reportażysta, dziennikarz radiowy[166]
- 19 stycznia
  - Marian Dorawa – polski historyk sztuki, konserwator i znawca organów[167][168]
  - Hans-Jürgen Dörner – niemiecki piłkarz, trener[169]
  - Nils Arne Eggen – norweski piłkarz, trener[170]
  - Elmar Fischer – austriacki duchowny katolicki, biskup diecezjalny Feldkirch (2005–2011)[171]
  - Antonina Girycz – polska aktorka[172]
  - Marek Grala – polski poeta[173][174]
  - Stanisław Grędziński – polski lekkoatleta, sprinter, mistrz Europy (1966)[175]
  - Hardy Krüger – niemiecki aktor[176]
  - Anatolij Małafiejeu – białoruski polityk, I sekretarz Komunistycznej Partii Białorusi (1990–1991) i przewodniczący Izby Reprezentantów Zgromadzenia Narodowego Republiki Białorusi (1996–2000)[177]
  - Radovan Beli Marković – serbski pisarz[178]
  - Tom Mount – amerykański nurek techniczny, współzałożyciel International Association of Nitrox and Technical Divers[179]
  - Nigel Rogers – angielski śpiewak operowy (tenor), pedagog muzyczny[180]
  - Krzysztof Tarka – polski historyk, prof. dr hab.[181]
  - Gaspard Ulliel – francuski aktor[182]
- 18 stycznia
  - Lusia Harris, amerykańska koszykarka, trenerka (ur. 1955)[183]
  - Lorenzo Alocén – hiszpański koszykarz[184]
  - Henryk Brandys – polski archeolog i muzealnik[185][186]
  - David Cox – brytyjski statystyk, twórca modelu proporcjonalnego hazardu[187]
  - Saturnino de la Fuente García – hiszpański superstulatek, najstarszy mężczyzna na świecie[188]
  - Francisco Gento – hiszpański piłkarz[189]
  - Dick Halligan – amerykański multiinstrumentalista jazz-rockowy[190]
  - Paavo Heininen – fiński kompozytor i pianista[191]
  - Edward Kącki – polski informatyk i cybernetyk, prof. dr hab.[192]
  - Maciej Klimczak – polski ratowni górski, naczelnik Grupy Krynickiej GOPR[193]
  - Tito Matos – puertorykański perkusjonista jazzowy[194]
  - Anatolij Nowikow – ukraiński judoka[195]
  - Arvid Nyberg – norweski biathlonista, polityk, burmistrz Trysil (1972–1999)[196]
  - Peter Robbins – amerykański aktor[197]
  - Shi Jiuyong – chiński prawnik, sędzia, prezes Międzynarodowego Trybunału Sprawiedliwości (2003–2006)[198]
  - Eloy Tato Losada – hiszpański duchowny katolicki, biskup Magangué w Kolumbii (1969–1994)[199]
  - Badal Roy – brytyjski perkusjonista pochodzenia bengalskiego[200]
  - André Leon Talley – amerykański dziennikarz modowy, dyrektor kreatywny i redaktor naczelny magazynu Vogue[201]
  - Roger Tapping – angielski altowiolista[202]
  - Jamie Vincent – angielski piłkarz[203]
- 17 stycznia
  - Janusz Balewski – polski dyplomata, działacz partyjny i państwowy, wiceminister handlu zagranicznego (1985–1988), ambasador w Argentynie (1988–1992)[204]
  - Nikša Bareza – chorwacki dyrygent[205]
  - Rolf Bock – niemiecki trener piłkarski[206]
  - Zdzisław Bombera – polski ekonomista[207]
  - Breck Denny – amerykański aktor[208]
  - Wenec Dimitrow – bułgarski operator filmowy[209]
  - Armando Gama – portugalski piosenkarz i autor piosenek[210]
  - Peter Hidalgo – amerykański projektant mody pochodzenia dominikańskiego[211][212]
  - Yvette Mimieux – amerykańska aktorka[213]
  - Rasheed Naaz – pakistański aktor[214]
  - Roman Rybacki – polski samorządowiec i informatyk, burmistrz Turku (1990–1995)[215]
  - Michel Subor – francuski aktor[216]
  - Thelma Sutcliffe – amerykańska superstulatka, najstarsza żyjąca osoba w Stanach Zjednoczonych[217]
  - Neela Wickramasinghe – lankijska piosenkarka[218]
- 16 stycznia
  - Tova Berlinski – izraelska malarka pochodzenia polsko-żydowskiego[219]
  - Carmela Corren – izraelska wokalistka i aktorka, reprezentantka Austrii podczas Konkursu Piosenki Eurowizji 1963[220]
  - Marek Czerniawski – polski piłkarz[221]
  - Alekos Fasianos – grecki malarz[222]
  - Hana Horká – czeska wokalistka folkowa[223]
  - Ibrahim Boubacar Keïta – malijski polityk, premier (1994–2000) i prezydent Mali (2013–2020)[224]
  - Charles McGee – amerykański pilot wojskowy, generał brygady lotnictwa Stanów Zjednoczonych[225]
  - Andrei Mudrea – mołdawski malarz, rzeźbiarz, grafik[226]
  - Barbara Maria Sierakowska – polska filolog, poetka, pisarka[227]
- 15 stycznia
  - Rink Babka – amerykański lekkoatleta, dyskobol[228]
  - Stanisław Cebula – polski specjalista w zakresie ogrodnictwa, prof. dr hab.[229]
  - Nino Cerruti – włoski projektant mody[230]
  - Dan Einstein – amerykański niezależny producent płytowy[231]
  - Anna Hofmokl-Radomska – polska stomatolog, siatkarka, lekkoatletka, wieloboistka[232]
  - Jean-Claude Lord – kanadyjski reżyser i scenarzysta filmowy[233]
  - Aurora del Mar – argentyńska aktorka[234]
  - Ramazan Rragami – albański piłkarz, reprezentant kraju[235]
  - Michel Ruhl – francuski aktor[236]
  - Steve Schapiro – amerykański fotograf[237]
- 14 stycznia
  - Antonio Blancas – hiszpański śpiewak operowy, baryton[238][239]
  - Ricardo Bofill – hiszpański architekt[240]
  - Boris Brożowski – rosyjski operator filmowy[241]
  - Montez Coleman – amerykański perkusista jazzowy[242]
  - Łeonid Derkacz – ukraiński generał armii, polityk, szef Służby Bezpieczeństwa Ukrainy (1998–2001)[243]
  - Alice von Hildebrand – niemiecka teolog, filozof[244]
  - Davorin Kempf – chorwacki kompozytor, pianista i muzykolog[245]
  - Luba Matraszek – polska działaczka społeczności żydowskiej[246][247][248][249]
  - Carmen de la Maza – hiszpańska aktorka[250]
  - Janusz Sołtysik – polski saksofonista jazzowy, członek zespołu Five O’Clock Orchestra[251]
  - Hubert Wanyura – polski stomatolog, prof. dr hab.[252]
- 13 stycznia
  - Jean-Jacques Beineix – francuski reżyser, scenarzysta i producent filmowy[253]
  - Andrzej Kozioł – polski piosenkarz, członek zespołu Vox[254]
  - Genadij Łozgaczow – ukraiński koszykarz[255]
  - Fred Parris – amerykański wokalista i kompozytor, członek zespołu The Five Satins[256]
  - Roman Micnas – polski fizyk, prof. dr hab.[257]
  - Josef Rusek – czeski ekolog, pedobiolog, zoolog (apterygotolog) i pedagog[258]
  - Chiara Samugheo – włoska fotografka[259]
  - Raúl Vilches – kubański siatkarz[260]
  - Stanisław Wrycza – polski specjalista w zakresie ekonomii i informatyki, prof. dr hab.[261][262]
- 12 stycznia
  - Witold Antkowiak – polski piosenkarz, członek Duetu Egzotycznego[263]
  - Fabit Beqiri – albański aktor, reżyser i dramaturg[264]
  - Marie-José Denys – francuska polityk i samorządowiec, eurodeputowana III i IV kadencji (1989–1994, 1997–1999)[265]
  - Władysław Dolecki – polski polityk i działacz społeczny, prezydent Włocławka (1982–1984)[266]
  - Jürgen Habenicht – niemiecki samorządowiec, Honorowy Obywatel Miasta Czaplinka[267]
  - Stjepan Lamza – jugosłowiański i chorwacki piłkarz[268]
  - Everett Lee – amerykański dyrygent[269]
  - Luis Castañeda Lossio – peruwiański prawnik, polityk, alkad Limy (2003–2010, 2015–2018)[270]
  - Stefan Paszyc – polski chemik[271]
  - Iraj Pezeshkzad – irański pisarz[272]
  - Pjus – polski raper, członek zespołu 2cztery7[273][274]
  - Ronnie Spector – amerykańska piosenkarka, członkini zespołu The Ronettes[275]
  - Robert Stando – polski reżyser i scenarzysta filmów dokumentalnych[276]
  - George O. Wood – amerykański duchowny zielonoświątkowy, pastor, przewodniczący Światowej Wspólnoty Zborów Bożych (2008–2017)[277]
- 11 stycznia
  - Anatolij Alabjew – rosyjski biathlonista, mistrz olimpijski (1980)[278]
  - Ahmet Çalık – turecki piłkarz[279]
  - Boris Chazanow – rosyjski pisarz i tłumacz[280]
  - Razmik Dawojan – ormiański poeta[281]
  - Francesco Focardi – włoski duchowny katolicki, biskup[282]
  - Richard Folmer – amerykański aktor[283]
  - Jerzy Głowacki – polski kolarz, olimpijczyk (1972)[284]
  - Jordi Sabatés – hiszpański pianista[285]
  - David Sassoli – włoski polityk i prezenter telewizyjny, przewodniczący Parlamentu Europejskiego (2019–2022)[286]
  - Ernest Shonekan – nigeryjski polityk i prawnik, prezydent Nigerii (1993)[287]
  - Karol Stefaniak – polski działacz konspiracji niepodległościowej podczas II wojny światowej, ostatni żyjący powstaniec z Plutonu Głuchoniemych[288][289]
  - Guy Sajer – francuski pisarz, autor komiksów[290][291]
- 10 stycznia
  - Herbert Achternbusch – niemiecki pisarz, aktor, reżyser i scenarzysta filmowy[292]
  - Rezo Amashukeli – gruziński poeta[293]
  - Jan Ciechanowicz – polski pisarz, historyk i były działacz mniejszości polskiej na Litwie i deputowany do Rady Najwyższej ZSRR (1989–1991)[294]
  - Robert Durst – amerykański milioner, przestępca skazany za morderstwo[295]
  - Alfred Gager – austriacki piłkarz, reprezentant kraju[296]
  - Lucian Giurchescu – rumuński reżyser[297]
  - Aura Herzog – pierwsza dama Izraela (1983–1993)[298]
  - Milan Jílek – czeski lekkoatleta, średniodystansowiec[299]
  - Deon Lendore – trynidadzko-tobagijski lekkoatleta, medalista olimpijski[300]
  - Øystein Lønn(inne języki) – norweski pisarz[301]
  - James Maraniss – amerykański librecista operowy, tłumacz, pedagog[302]
  - Rafał Mickiewicz – polski aktor[303]
  - Ali Mitgutsch – niemiecki autor książek ilustrowanych[304]
  - Chandrashekhar Patil – indyjski poeta i pisarz[305]
  - Olavi Rinteenpää – fiński lekkoatleta, długodystansowiec[306]
  - Burke Shelley – walijski wokalista i basista, członek zespołu Budgie[307]
  - Norbert Symonowicz – polski lekarz, specjalista analityki lekarskiej, autor podręczników[308]
  - Əbdürrəhman Vəzirov – azerski pamiętnikarz, polityk komunistyczny[309]
  - Gary Waldhorn – brytyjski aktor[310]
  - Danuta Wojda – polska twórczyni ludowa[311]
- 9 stycznia
  - Mirosław Basiewicz – polski wydawca i działacz opozycyjny z okresu PRL[312]
  - Maria Ewing – amerykańska śpiewaczka operowa[313]
  - Dwayne Hickman – amerykański aktor[314]
  - Toshiki Kaifu – japoński polityk, premier Japonii (1989–1991)[315]
  - Abdelkrim Kerroum – algierski piłkarz, reprezentant kraju[316]
  - Marian Kępczyński – polski śpiewak operowy[317]
  - Dušan Klein – czeski reżyser filmowy i scenarzysta[318]
  - Georgi Łazarow – bułgarski tenisista i trener[319]
  - Jochenfritz Meinke – niemiecki piłkarz[320]
  - Andrzej Polakiewicz – polski zawodnik podnoszenia ciężarów[321]
  - Bibianna Preisler-Trzmiel – polska nauczycielka i działaczka opozycji w okresie PRL[322]
  - Bob Saget – amerykański aktor[323]
  - Stanisław Szafranek – polski działacz konspiracji niepodległościowej podczas II wojny światowej, kawaler orderów[324][325]
- 8 stycznia
  - Marilyn Bergman – amerykańska autorka tekstów piosenek[326]
  - Lourdes Castro – portugalska artystka[327]
  - Władysław Domagała – polski dyplomata i polityk, chargé d’affaires PRL we Włoszech (1956–1958), ambasador PRL w Gwinei (1960–1961), Japonii (1964–1968), Wietnamie (1971–1975) oraz Bangladeszu (1978–1982)[328]
  - Ryszard Fórmanek – polski fotograf, fotoreporter, instruktor fotografii i filmu[329][330]
  - Przemysław Gąsiorowicz – polski aktor[331]
  - Attila Kelemen – rumuński lekarz weterynarii, polityk, eurodeputowany (2007)[332]
  - Wiktor Koczniew – rosyjski dyrygent, kompozytor i pianista[333]
  - Michael Lang – amerykański menadżer i producent muzyczny, współorganizator Festiwalu w Woodstock[334]
  - Wiktor Mazin – kazachski sztangista, mistrz olimpijski (1980)[335]
  - Zenon Miluski – polski gitarzysta[336][337][338]
  - Nina Roczewa – rosyjska biegaczka narciarska[339]
  - Keith Todd – walijski piłkarz[340]
- 7 stycznia
  - Harpdog Brown – kanadyjski piosenkarz i harmonijkarz bluesowy[341]
  - Jack Dromey – brytyjski związkowiec, polityk[342]
  - Mark Forest – amerykański kulturysta, aktor[343]
  - Anatolij Kwasznin – rosyjski wojskowy, polityk, generał armii, szef Sztabu Generalnego Sił Zbrojnych Federacji Rosyjskiej (1997–2004)[344]
  - Krystyna Maciejewska-Zapasiewicz – polska aktorka[345][346]
  - Jan Swantek – amerykański duchowny katolicki, pierwszy biskup Polskiego Narodowego Kościoła Katolickiego w Stanach Zjednoczonych i Kanadzie (1985–2002)[347]
  - Iles Tatajew – rosyjski reżyser i rzeźbiarz[348]
  - R. Dean Taylor – kanadyjski piosenkarz, autor tekstów i producent muzyczny wytwórni Motown[349]
  - Aleksandr Timofiejewski – rosyjski poeta, pisarz i scenarzysta[350]
  - Vitaliano Trevisan – włoski pisarz, scenarzysta i aktor[351]
  - Wiktor Triszkin – rosyjski malarz[352]
  - Jan Zbaraż – polski działacz sportowy[353]
  - Eberhard Zeidler – kanadyjski architekt[354]
- 6 stycznia
  - Teresa Aksinowicz – polska aktorka[355][356]
  - Peter Bogdanovich – amerykański reżyser, scenarzysta i producent filmowy[357]
  - Koady Chaisson – kanadyjski muzyk[358][359]
  - Bob Falkenburg – amerykański tenisista[360]
  - Ryszard Antoni Gitis – polski działacz opozycji w okresie PRL[361][362]
  - Panos Iliopulos – grecki aktor[363]
  - Maria Klenskaja – estońska aktorka[364]
  - Mariano Laurenti – włoski reżyser i scenarzysta filmowy[365]
  - Michał Libera – polski dziennikarz i recenzent filmowy[366][367][368]
  - Carlo Meliciani – włoski śpiewak operowy (baryton)[369]
  - Wiktor Mierowski – polski trener szermierki[370]
  - Gloria Piedimonte – włoska aktorka i piosenkarka[371]
  - Sidney Poitier – amerykański aktor[372]
  - Filip Samardžić – serbski siatkarz[373][374]
  - Calvin Simon – amerykański piosenkarz, członek zespołu Parliament[375]
  - Trude Simonsohn – niemiecko-żydowska więźniarka niemieckich obozów koncentracyjnych w trakcie II wojny światowej, Honorowa Obywatelka Frankfurtu nad Menem[376][377]
  - Paweł Tanżyna – polski zapaśnik[378]
  - Aleksander Walkiewicz – polski zootechnik, prof. dr hab.[379]
  - Jerzy Weland – polski zawodnik i trener judo[380][381]
  - Kwasi Wiredu – ghański filozof[382][383]
- 5 stycznia
  - Francisco Álvarez Martínez – hiszpański duchowny rzymskokatolicki, arcybiskup Toledo i prymas Hiszpanii (1995–2002), kardynał[384]
  - Enrico Berti – włoski filozof[385]
  - Robert Blust – amerykański językoznawca[386]
  - Alaksandr Fiedarowicz – białoruski piłkarz[387]
  - Marian Machowski – polski piłkarz[388]
  - Kim Mi-soo – południowokoreańska aktorka[389]
  - John Moriarty – amerykański dyrygent i reżyser operowy[390]
  - Neil Nongkynrih – indyjski pianista i dyrygent[391]
  - Anatole Novak – francuski kolarz szosowy[392]
  - Andrzej Piotrowski – polski muzealnik, podróżnik i fotograf[393][394]
  - Volker Scherliess – niemiecki muzykolog[395]
  - Olga Szabó-Orbán – rumuńska florecistka[396]
  - Stanisław Turek – polski żużlowiec[397]
- 4 stycznia
  - Rolf-Dieter Amend – niemiecki kajakarz górski[398]
  - Joan Copeland – amerykańska aktorka[399]
  - Roman Galiński – polski wioślarz[400]
  - Marcin Herbst – polski koszykarz[401]
  - Percy Hobson – australijski lekkoatleta, skoczek wzwyż[402]
  - Jessie D – amerykański wokalista, członek zespołu Force MDs[403]
  - Leon Kaleta – polski żołnierz AK, major WP, uczestnik II wojny światowej, działacz kombatancki[404]
  - Anatolij Kuksow – ukraiński piłkarz, trener[405]
  - Teofil Lisiecki – polski kontrabasista jazzowy, członek zespołu Jazz Band Ball Orchestra[406]
  - Andreas Michalopulos – grecki piłkarz, reprezentant kraju[407]
  - Andrzej Nowak – polski gitarzysta, kompozytor i producent muzyczny, założyciel zespołu TSA[408]
  - Piotr Rzewuski – polski działacz opozycji w okresie PRL, kawaler orderów[409]
  - Stelios Serafidis – grecki piłkarz, reprezentant kraju[410]
  - Elena Tchalidy – argentyńska pisarka i feministka[411]
- 3 stycznia
  - Mordechaj Ben-Porat – izraelski polityk, minister bez teki (1982–1984), poseł do Knesetu (1965–1977 oraz 1981–1984)[412]
  - Igor Bogdanoff – francuski prezenter telewizyjny i publicysta[413]
  - Jacek Drobny – polski samorządowiec i przedsiębiorca, prezydent Świdnicy (1990–1991)[414]
  - Radosław Januszkiewicz – polski działacz samorządowy i urzędnik, prezydent Pabianic (1986–1990)[415]
  - Witold Kopeć – polski aktor, reżyser teatralny[416]
  - Marcos Menaldo – gwatemalski piłkarz[417]
  - Zenon Krzeszowski – polski samorządowiec, ekonomista i chemik, prezydent Starachowic (1994–1998)[418]
  - Mario Lanfranchi – włoski reżyser i scenarzysta filmowy i teatralny[419]
  - Jud Logan – amerykański oszczepnik, olimpijczyk[420]
  - Zbigniew Łój – polski hokeista na trawie, olimpijczyk (1972)[421]
  - Tomasz Machciński – polski fotograf[422]
  - Francisco de Paula Oliva – hiszpański jezuita, misjonarz, obrońca praw człowieka i działacz społeczny[423]
  - Wiktor Saniejew – gruziński lekkoatleta, trójskoczek, trzykrotny mistrz olimpijski (1968, 1972, 1976)[424]
  - Ryszard Szetela – polski aktor[425][426][427]
  - Adam Świeca – polski działacz kulturalny[428]
  - Stefan Tarapacki – polski sportowiec (hokeista, tenisista, piłkarz), trener i działacz sportowy[429]
  - Grażyna Wojciechowska – polska samorządowiec i nauczycielka, wieloletnia radna Gorzowa Wielkopolskiego[430]
  - Vladan Živković – serbski aktor[431]
  - Andrzej Żurkowski – polski doktor inżynier transportu, prezes PKP Intercity (2001–2005), dyrektor Instytutu Kolejnictwa (2006–2021)[432][433]
- 2 stycznia
  - Ana Bejerano – hiszpańska piosenkarka[434]
  - Gianni Celati – włoski pisarz i krytyk literacki[435]
  - Władimir Chromczenko – ukraiński organista[436]
  - Jean-Guy Couture – kanadyjski duchowny rzymskokatolicki, biskup Chicoutimi (1979–2004)[437]
  - Karl Clauss Dietel – niemiecki projektant związany między innymi z branżą motoryzacyjną[438][439]
  - Eric Walter Elst – belgijski astronom[440]
  - Jarmo Jääskeläinen – fiński dziennikarz, producent i reżyser filmów dokumentalnych[441]
  - Lucyna Janikowa – polska działaczka konspiracji niepodległościowej w trakcie  II wojny światowej, regionalistka i publicystka, dama orderów[442]
  - Jens Jørgen Hansen – duński piłkarz[443]
  - Mirosław Kowalski – polski wydawca, członek kolegium redakcyjnego Niezależnej Oficyny Wydawniczej, twórca SuperNowej[444]
  - Richard Leakey – kenijski przyrodnik, paleoantropolog[445]
  - Danuta Muszyńska-Zamorska – polska malarka, witrażystka i gobeliniarka[446]
  - Traxamillion – amerykański producent muzyczny[447]
- 1 stycznia
  - Gary Burgess – brytyjski dziennikarz i prezenter radiowy[448][449]
  - Barbara Chilcott – kanadyjska aktorka[450]
  - Francesco Forte – włoski prawnik, nauczyciel akademicki, publicysta, polityk, minister finansów (1982–1983)[451]
  - Gergely Homonnay – węgierski pisarz i działacz społeczny[452]
  - Max Julien – amerykański aktor[453]
  - Anna Krogulec – polska działaczka opozycji w okresie PRL[454]
  - Andreas Kunz – niemiecki kombinator norweski[455]
  - Robin Leamy – nowozelandzki duchowny rzymskokatolicki, biskup diecezjalny Rarotonga (1984–1996)[456]
  - Janusz Łęski – polski reżyser i scenarzysta filmowy[457]
  - Teresa Mota – portugalska aktorka[458]
  - Paul Olawoore – nigeryjski duchowny rzymskokatolicki, biskup Ilorin (2019–2022)[459]
  - Rudolf Slavicek – austriacki stomatolog, specjalista w zakresie gnatologii[460]
  - Calisto Tanzi – włoski biznesmen[461]

- data dzienna nieznana
  - Mieczysław Januszewski – polski lekarz weterynarii i działacz samorządowy, były przewodniczący sejmiku samorządowego województwa białostockiego[462]
  - Andrzej Jędrusek – polski zawodnik i trener tenisa stołowego[463][464]
  - Stanisław Kałuża – polski samorządowiec, naczelnik i burmistrz Oławy (1980–1990), starosta oławski (1999–2002)[465]
  - Agnes Sokołowska – polska modelka[466][467][468][469][470]
  - Irena Wita – polski biolog, prof. dr hab.[471]